# Traité de Djeddah (1927)
Le traité de Djeddah a été signé en 1927 entre le royaume du Hejaz et du Nadj et le Royaume-Uni.

## Termes du traité
Le traité fut signé par Sir Gilbert Clayton au nom du Royaume-Uni et par le prince Fayçal ben Abdelaziz au nom du Royaume du Hejaz et du Nadj le 20 mai 1927.  Le traité reconnaissait l'indépendance d'Ibn Saud et la souveraineté sur ce qui était alors connu sous le nom de royaume du Hejaz et du Nejd. Les deux régions furent unifiées dans le royaume d'Arabie saoudite en 1932.
En échange, Ibn Saoud accepta d'empêcher ses forces d'attaquer et de harceler les protectorats britanniques voisins. Le traité de Djeddah aborde également la question de la traite négrière des Africains vers le royaume du Hedjaz . Le roi accepte formellement de coopérer avec la légation britannique dans la lutte contre la traite négrière.
L'article 7 du traité stipule explicitement le droit de la légation britannique à Djeddah d'affranchir les Africains réduits en esclavage en quête d'asile,  et selon le ministère britannique des Affaires étrangères, 263 Africains ont été libérés de cette manière entre 1926 et 1938[réf. nécessaire]. Le traité a remplacé celui de Darin datant de 1915.